# Sara (provincie)
Sara is een provincie in het departement Santa Cruz in Bolivia. De provincie heeft een oppervlakte van 6886 km² en heeft 42.278 inwoners (2012). De hoofdstad is Portachuelo.
De provincie ontstond bij wet op 25 september 1883. De provincie is vernoemd naar de rivier Sara ("stille wateren") zoals deze werd genoemd door de Chané-stam, de originele bevolking van het gebied. Tegenwoordig wordt deze rivier aangeduid met Río Guapay ou Grande, Guapay zoals de Chiriguanos-indianen deze noemden en Rio Grande zoals de Spaanse kolonisten de rivier noemden.
Sara is verdeeld in drie gemeenten:
- Portachuelo
- Santa Rosa del Sara
- Colpa Bélgica

Andrés Ibáñez · 
Ángel Sandoval · 
Chiquitos · 
Cordillera · 
Florida · 
Germán Busch · 
Guarayos · 
Ichilo · 
Ignacio Warnes · 
José Miguel de Velasco · 
Manuel María Caballero · 
Ñuflo de Chávez · 
Obispo Santistevan · 
Sara · 
Vallegrande